# Sternberg (Deining)
Sternberg ist ein Gemeindeteil der Gemeinde Deining im Landkreis Neumarkt in der Oberpfalz.

## Lage
Der Weiler liegt im Oberpfälzer Jura östlich des Tals der Weißen Laber auf der Jurahochfläche auf 520 m ü. NHN.

## Geschichte
1424 ist in einem Kaufbrief des Klosters Kastl eine Mühle, wohl die Sippelmühle, „unterm Sternberg“ genannt. 1522 tauschte Pfalzgraf Otto vom Kloster Bergen Güter zu Waltersberg und auch zu Sternberg ein und errichtete für diese Güter einen Administrationssitz in seiner Residenzstadt Neuburg an der Donau. Nach einer Grundbeschreibung von 1744 dieses Kastenamtes gehörte ihm Sternberg mit einem Dreiviertelhof (der „Stadlhof“ mit dem Hintersassen Tischner) und mit zwei Halbhöfen dem „Hasengut“. Die niedere Gerichtsbarkeit lag beim kurpfalz-baierischen Pflegamt Holnstein, die Blutgerichtsbarkeit übte der kurfürstlich-baierische Schultheiß zu Neumarkt aus. 1554 führte die Kurpfalz für die Pfarrei Waltersberg, zu der Sternberg gehörte, die Reformation ein. 1627 erfolgten die Gegenreformation und damit die Wiedereinführung des alten (katholischen) Glaubens. Zu dieser Zeit war die Kapelle in Sternberg „demoliert“.
Im Königreich Bayern wurde der Steuerdistrikt Großalfalterbach im Landgericht Neumarkt gebildet, dem auch Stenberg zugeordnet war. Mit der Gemeindebildung um 1818/20 wurde die Ruralgemeinde Waltersberg geformt, bestehend aus dem Pfarrdorf Waltersberg, der Bäckermühle, der Kreismühle, der Labermühle, der Sippelmühle und dem Weiler Sternberg oberhalb der Sippelmühle; um 1870 kam noch das Bahnwärterhaus Nr. 44 hinzu. Sämtliche Orte unterstanden der Patrimonialgerichtsbarkeit Holnstein bis 1848. Die Gemeinde kam am 9. Oktober 1827 vom Landgericht Neumarkt zum Landgericht und Rentamt Beilngries. 1836 heißt es im Repertorium des Atlasblattes Neumarkt, dass Sternberg aus vier Häusern und einer Kapelle besteht. 1873 wurde im Weiler an Großvieh zwölf Pferde und 32 Stück Rindvieh gehalten.
Bei der Aufhebung des Landkreises Beilngries im Zuge der Gebietsreform in Bayern wurde die Gemeinde Waltersberg aufgelöst, und Sternberg wurde am 1. Mai 1978 nach Deining im Landkreis Neumarkt in der Oberpfalz eingemeindet. 2009 wurde der Weiler an die gemeindliche Kläranlage angeschlossen; außerdem wurden ein Bushäuschen am Buswendeplatz bei der Kapelle errichtet und die Straßen neu asphaltiert. 2015 kam ein Spielplatz hinzu; die von der Gemeinde besorgten Spielgeräte wurden von den Sternberger Bürgern aufgebaut und montiert. Im Weiler wird eine Pferdepension betrieben.

### Einwohnerentwicklung
- 1830: 25 (4 Anwesen)[10]
- 1871: 35 (11 Gebäude)[11]
- 1900: 43 (6 Wohngebäude)[12]
- 1938: 38[13]
- 1950: 44 (6 Wohngebäude)[14]
- 1987: 28 (9 Wohngebäude, 11 Wohnungen)[15]
- 2009: 39[16]

### Herz-Jesu-Kapelle
Ein Vorgängerbau bestand spätestens im 17. Jahrhundert. Die heutige Kapelle wurde 1798 infolge eines Gelübdes beim Einmarsch der Franzosen erbaut und mit einem Dachreiter versehen. 1801 kam ein Kreuzweg in die Kapelle. Eine Benediktion erfolgte am 8. Juni 1866, nachdem am 7. Dezember 1865 das Ordinariat des Bistums Eichstätt die Messlizenz erteilt hatte. 2015 erfolgte eine Renovierung.

## Verkehrsanbindung
Der Weiler ist von der Kreisstraße NM 13 her über eine Gemeindeverbindungsstraße zu erreichen, die von Waltersberg zur Sippelmühle und dann hangaufwärts nach Sternberg und weiter nach dem Deininger Gemeindeteil Großalfalterbach führt, wo sie die Kreisstraße NM 22 erreicht.